# Transports en commun de Brest
Pour les articles homonymes, voir Bibus.
Le réseau Bibus est un service de transport public de voyageurs organisé par Brest Métropole sur l'ensemble de son territoire. Exploité par RD Brest, filiale du groupe RATP Dev, à partir du 1er juillet 2019, le réseau se compose d'une ligne de tramway, d'une ligne de téléphérique et d'une trentaine de lignes de bus. Bibus propose également Vélocibus, un service de location de vélo longue durée et Accemo pour le transport des personnes handicapées dans la métropole brestoise.
En 2018, le réseau Bibus a transporté 27,06 millions de voyageurs, dont 12,1 millions pour la seule ligne de tramway[réf. nécessaire].

## Historique

### Premiers projets et dessertes

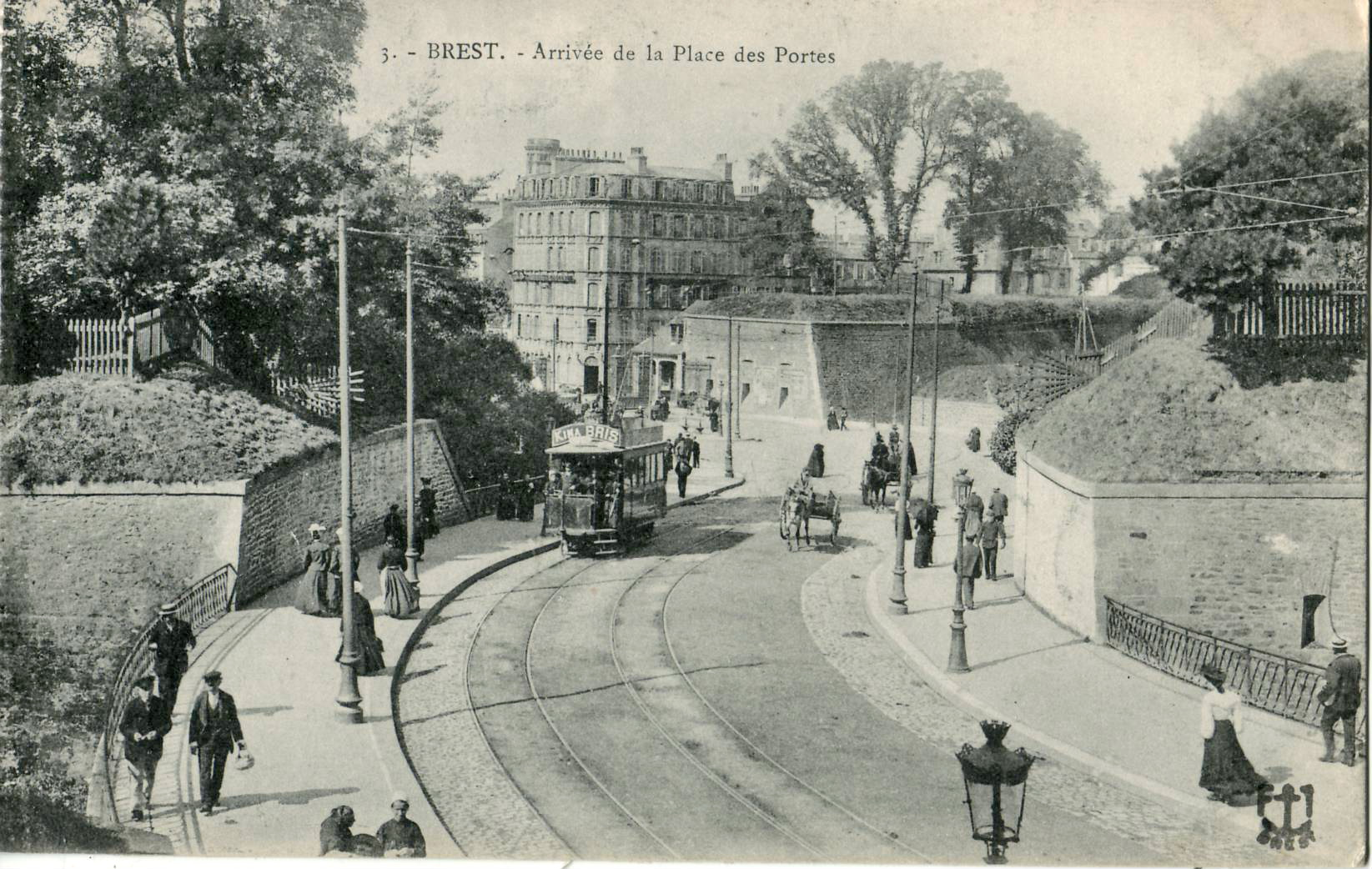
Ancien tramway - Arrivée de la Place des Portes.

Le transport en commun fait son apparition à Brest en 1865 à l'arrivée des omnibus à chevaux, qui laissent place au tramway électrique en 1898,. Ce dernier voit certaines dessertes fermer dès 1930 puis disparaît dans les bombardements de Brest en 1944.

### Renaissance du réseau
Pour un historique détaillé des lignes de bus du réseau, voir la Liste des lignes de bus de Brest.
Après guerre, un réseau de trolleybus voit le jour en 1947 puis en 1963 les premiers autobus arrivent à Brest et supplantent le trolleybus, qui disparaît en 1970. Le parc d'autobus grandit rapidement puisqu'il compte 53 véhicules dès 1968, contre 15 trolleybus la même année.
Dès lors, les transports à Brest sont assurés par les seuls autobus de la Compagnie des transports de Brest (CTB), héritière de la Compagnie des tramways électriques de Brest. Deux ans après la création de la communauté urbaine de Brest qui devient l'autorité organisatrice des transports dans le cadre de ses compétences obligatoires, cette dernière rebaptise la CTB en Compagnie des transports de la Communauté urbaine de Brest (CTCUB), qui avait vu ses actifs repris par la municipalité, tandis que les installations et le matériel roulant deviennent la propriété de l'agglomération. À cette époque, le réseau est en perte de vitesse face au développement de l'automobile et est menacé de disparition.

### Création de Bibus
En 1986, le réseau est refondu et une marque commerciale distincte de la CTCUB est créée : Bibus. Au début des années 1990, l'agglomération projette de recréer un réseau de tramway mais un référendum rejette cette idée ; les premières lignes de soirée voient le jour en 1992 tandis qu'un nouveau contrat d'affermage est signé entre la CUB et la CTCUB (groupe VIA-GTI puis Keolis) pour 12 ans,. Le réseau est à nouveau modifié, de façon progressive, entre 1996 et 1998.
Plus tard, au début des années 2000, un ensemble de sites propre pour autobus appelé l'axe Nord-Sud reliant principalement la gare à l'hôpital de la Cavale blanche est créé tandis qu'un nouveau projet de tramway voit le jour.
Les premières lignes de transport à la demande, alors nommées Filigne — puis Résago de 2012 à 2019 —, voient le jour en 2002, un an après que Bibus devienne le premier réseau de transport en commun français à être certifié ISO 14001. Cette certification n'est toutefois pas renouvelée en 2009, tout comme la certification NF Service de l'agence commerciale, obtenue en 2006.
En 2004, le réseau dont l'exploitation est à nouveau accordé à la CTCUB pour la période 2004-2008 est refondu autour de cinq lignes structurantes appelées Lianes (pour Lignes à niveau élevé de service), ce réseau restera en place jusqu'à l'arrivée du tram, bien qu'adapté en 2009 aux aléas liés aux travaux, et est récompensé par le magazine Ville rail & transports par le « prix du développement »,,.

### Arrivée du tramway et du téléphérique
Entre 2009 et 2012 la ligne A du tramway est construite puis est inaugurée en juin 2012, le réseau de bus est à nouveau restructuré de façon à être complémentaire au tram. En 2016, Brest devient la première ville française à se doter d'un téléphérique urbain.
Le 1er juillet 2019, le réseau change d'exploitant : après plus de 30 ans d'exploitation par la CTCUB renommée en Keolis Brest, le nouveau délégataire est RATP Dev ; à travers une filiale créée pour l'occasion nommée RD Brest. Le réseau de bus est réorganisé le 4 janvier 2021, dans une volonté notamment de réduire les correspondances et de préparer la mise en service de la ligne B du tramway.

### Restructuration liée au projet «Mon Réseau grandit»
A partir de Février 2026, dans le cadre du projet « Mon Réseau grandit » permettant la mise en service de la ligne B du tramway et de la ligne D du bus à haut niveau de service (BHNS), le réseau est entièrement restructuré afin de mieux s'adapter aux nouvelles lignes structurantes,,,:
- La ligne B du tramway remplace la ligne 1, reliant la gare de Brest et sa gare routière au CHU La Cavale, fonctionnant de 5h00 à 1h00 (et jusqu'à 1h30 du Jeudi au Samedi), avec un passage toutes les 6 minutes en heure de pointe ;
- La ligne D du BHNS remplace la ligne 2a, reliant la gare de Brest au bourg de Lambézellec, en desservant le quartier de Kérigonan, fonctionnant de 5h00 à 1h30, avec un passage toutes les 7 minutes 30 en heure de pointe ;
- La nouvelle ligne 2 (issue de la fusion des lignes 2b et d'une partie de la 5) relie le Technopôle et le Fort Montbarey au Port de Commerce, en desservant le quartier de Kerangoff, fonctionnant de 5h30 à 0h30 (du Dimanche au Mercredi) ou 1h30 (du Jeudi au Samedi), avec un passage toutes les 10 à 12 minutes en journée ;
- La ligne 3 reste inchangée, reliant l'AFPA à Océanopolis, avec un passage toutes les 10 à 12 minutes en heure de pointe ;
- La ligne 4 voit son itinéraire modifié, en desservant le bourg de Lambézellec en direction de la Porte de Gouesnou ;
- La ligne 6 voit son itinéraire modifié, reliant désormais le Fort Montbarey à Prat Lédan, en desservant les quartiers de Saint-Pierre et celui des Quatre Moulins, fonctionnant de 6h00 à 21h00 avec un passage toutes les 20 minutes en heure de pointe ;
- La ligne 10 voit son itinéraire modifié, reliant la commune de Plouzané à l'Hôpital de la Cavale Blanche, en desservant les quartiers de Castel Nevez et de la Trinité, et avec l'ajout de l'arrêt CHU Urgences ;
- La ligne 11 reste inchangée ;
- La nouvelle ligne 12 (issue de la fusion des lignes 12 et d'une partie de la 5) relie la commune de Guilers à la Place de la Liberté de Brest, en desservant le quartier de Pen ar C’hoat (situé à Guilers), fonctionnant de 6h00 à 0h00, avec un passage toutes les 15 minutes en heure de pointe ;
- La nouvelle ligne 13 (issue de la fusion des lignes 13 et 14) relie la Place de Strasbourg au Bergot, en desservant l’hôpital de Bohars et le Nord de la commune de Lambézellec, fonctionnant du Lundi au Vendredi de 6h00 à 0h00, avec un passage toutes les 15 minutes en heure de pointe ;
- La ligne 15 voit les arrêts Anjou et Peuplieurs déplacés, afin d'optimiser son temps de parcours ;
- La ligne 16 voit son itinéraire modifié, en étant prolongé à l'Ouest jusqu'à la gare routière de Brest, et à l'Est jusqu'à l'Aéroport de Brest-Bretagne, en desservant la commune de Guipavas, la zone d'activités de Lavallot et la Place de la Liberté, fonctionnant du Lundi au Vendredi de 6h00 à 0h30, avec un passage toutes les 15 minutes en heure de pointe ;
- La nouvelle ligne 17 (issue de la fusion des lignes 17 et 18) relie la commune du Relecq-Kerhuon à la Place de Strasbourg, en desservant les quartiers du Moulin Blanc, du Rody et de Saint-Marc, fonctionnant de 6h00 à 0h00, avec un passage toutes les 15 minutes en heure de pointe ;
- La ligne 19 est légèrement modifiée, empruntant le site propre de la ligne D du BHNS sur la rue de Glasgow ;
- La ligne 20 effectue désormais son premier départ à 5h00 depuis la gare de Brest sur le site propre de la ligne D du BHNS ;
- La nouvelle ligne 21 remplace l'ancienne ligne 25, sans changement d'itinéraire ;
- La nouvelle ligne 22 (anciennement ligne sur réservation 90) relie la Place de la Liberté à Chevillotte, en desservant la zone d'activités portuaire de Brest, fonctionnant de 7h00 à 19h30, avec un passage toutes les 30 minutes en heure de pointe ;
- La nouvelle ligne 23 (anciennement ligne 26) relie la Place de la Liberté à la commune de Plougastel-Daoulas, en desservant la zone d'activités portuaire de Brest, fonctionnent du Lundi au Vendredi en heure de pointe uniquement, à raison de 2 allers-retours par jour ;
- La nouvelle ligne 24 (issue de la fusion de la ligne scolaire 72 et de la ligne sur réservation 95) dessert la commune de Guipavas, en passant par le quartier du Douvez, fonctionnant de 7h00 à 19h00, avec un passage toutes les 30 minutes en heure de pointe ;
- La nouvelle ligne 25 remplace l'ancienne ligne 31, sans modification d'itinéraire ;
- La nouvelle ligne 26 remplace l'ancienne ligne 21, sans modification d'itinéraire ;
- La nouvelle ligne 27 remplace l'ancienne ligne 22, en desservant désormais Le Bergot, permettant une correspondance avec la ligne D du BHNS ;
- La nouvelle ligne 28 remplace l'ancienne ligne 23, en desservant désormais la Place de FFI ;
- La nouvelle ligne 30 remplace l'ancienne ligne 27, sans modification d'itinéraire ;
- Les lignes sur réservations restantes ne sont pas modifiées ;
- Les lignes scolaires sont renumérotées, commençant toutes par la lettre S, de S40 à S81, avec de légères modifications d'itinéraires pour certaines.

## Le réseau

Brest Métropole.

L'exploitation du service a été confiée par délégation de service public à la société RD Brest, filiale du groupe RATP Dev, qui a remporté le contrat face au sortant Keolis et au groupe Transdev ; D'abord annoncé comme vainqueur dans la presse régionale, le vote des élus de Brest Métropole du 26 avril 2019 entérine le choix de RATP Dev pour un contrat de neuf ans à compter du 1er juillet 2019. Toutefois, le délégataire sortant attaque Brest Métropole au motif que son offre n'aurait pas été « correctement appréciée » et l'accuse d'avoir violé la confidentialité des offres ; après un premier recours rejeté le 29 avril, le tribunal administratif rejette le 21 mai 2019 le second et dernier recours du sortant,.
Le contrat précédent était attribué à Keolis Brest, filiale du groupe Keolis, depuis le 1er janvier 2010 pour une durée de huit ans, par reconduction de l'exploitant sortant, responsable des transports brestois depuis plus de 30 ans. La durée du contrat a été prolongée jusqu'au 30 juin 2019.
En 2018, le réseau a transporté 27,06 millions de voyageurs ; la ligne A du tramway représente à elle seule près de 45 % du trafic avec 12,1 millions de voyageurs transportés la même année.
En 2018, 6,7 millions de kilomètres ont été parcourus, tous modes confondus, dont 1,037 million pour le tramway.
Le réseau complet de transports se présente ainsi dans son exploitation normale. Il dessert les communes de Brest, Bohars, Guilers, Gouesnou, Guipavas, Plougastel-Daoulas, Plouzané et Le Relecq-Kerhuon. La métropole s'est vu confier par la région Bretagne l'exploitation des transports sur la presqu'île de Crozon qu'une liaison maritime (annulée depuis) devait la relier à Brest à l'été 2019.

### Le tramway

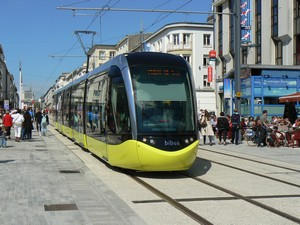

Mise en service le 23 juin 2012, la ligne A est longue de 14,3 km et traverse la ville d'ouest en est, de Porte de Plouzané à Porte de Gouesnou et Porte de Guipavas, en contournant par le nord Saint-Pierre-Quilbignon puis en traversant le quartier de Recouvrance, le centre par la rue de Siam puis la rue Jean-Jaurès, avant de traverser le quartier de l'Europe et les zones commerciales du nord-est de la ville. Il forme la colonne vertébrale du réseau, les lignes de bus s'articulant autour.
Une seconde ligne de tramway, la ligne B, longue de 5,3 km reliant la gare SNCF à l'hôpital Cavale Blanche est en projet pour une ouverture vers 2026.

### Le téléphérique

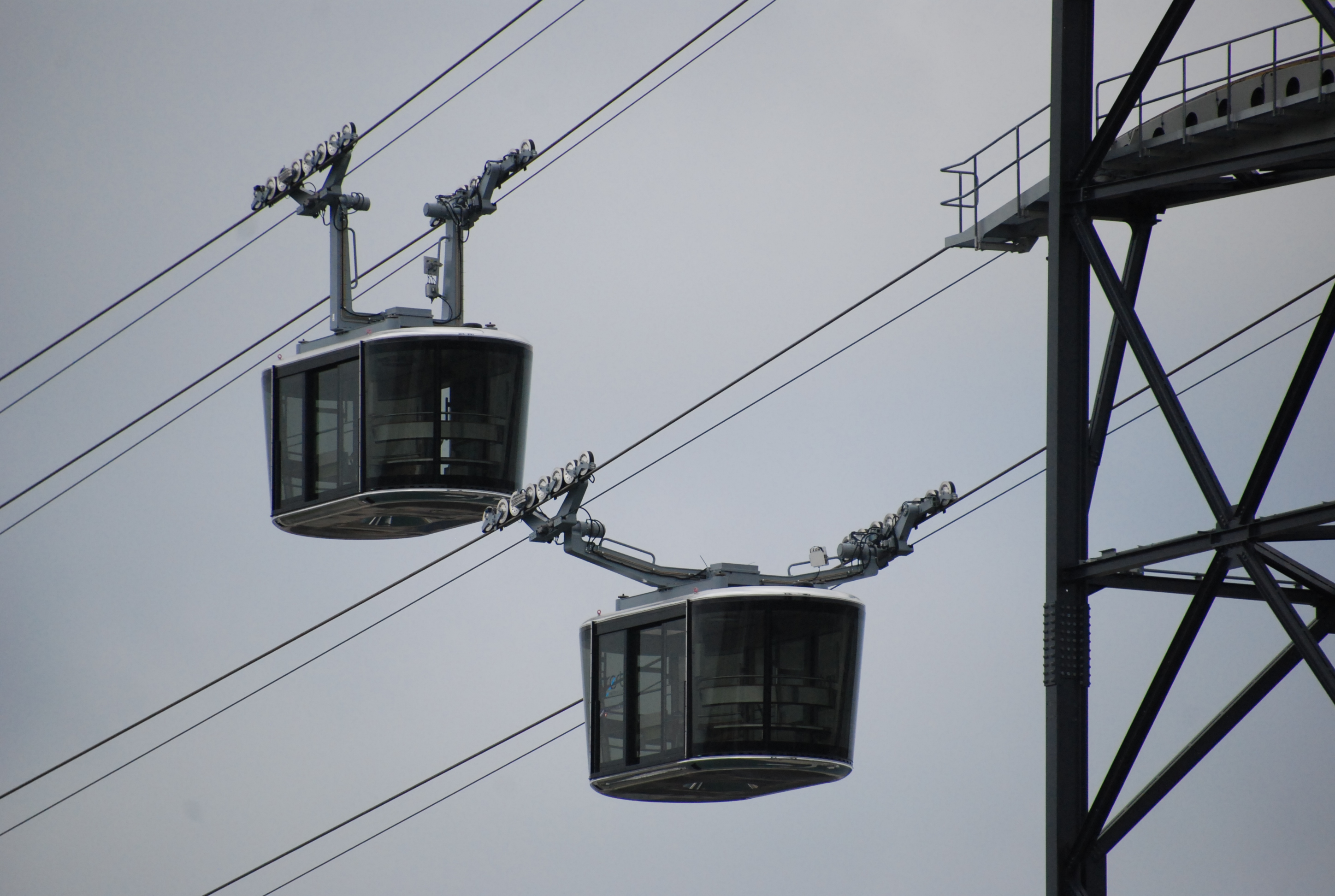

Mis en service le 19 novembre 2016, la ligne C est le premier téléphérique urbain de France. Il relie la rive gauche (le centre-ville) à la rive droite (le quartier des Capucins) de la Penfeld, des stations Jean Moulin à Ateliers.

### Le réseau de bus

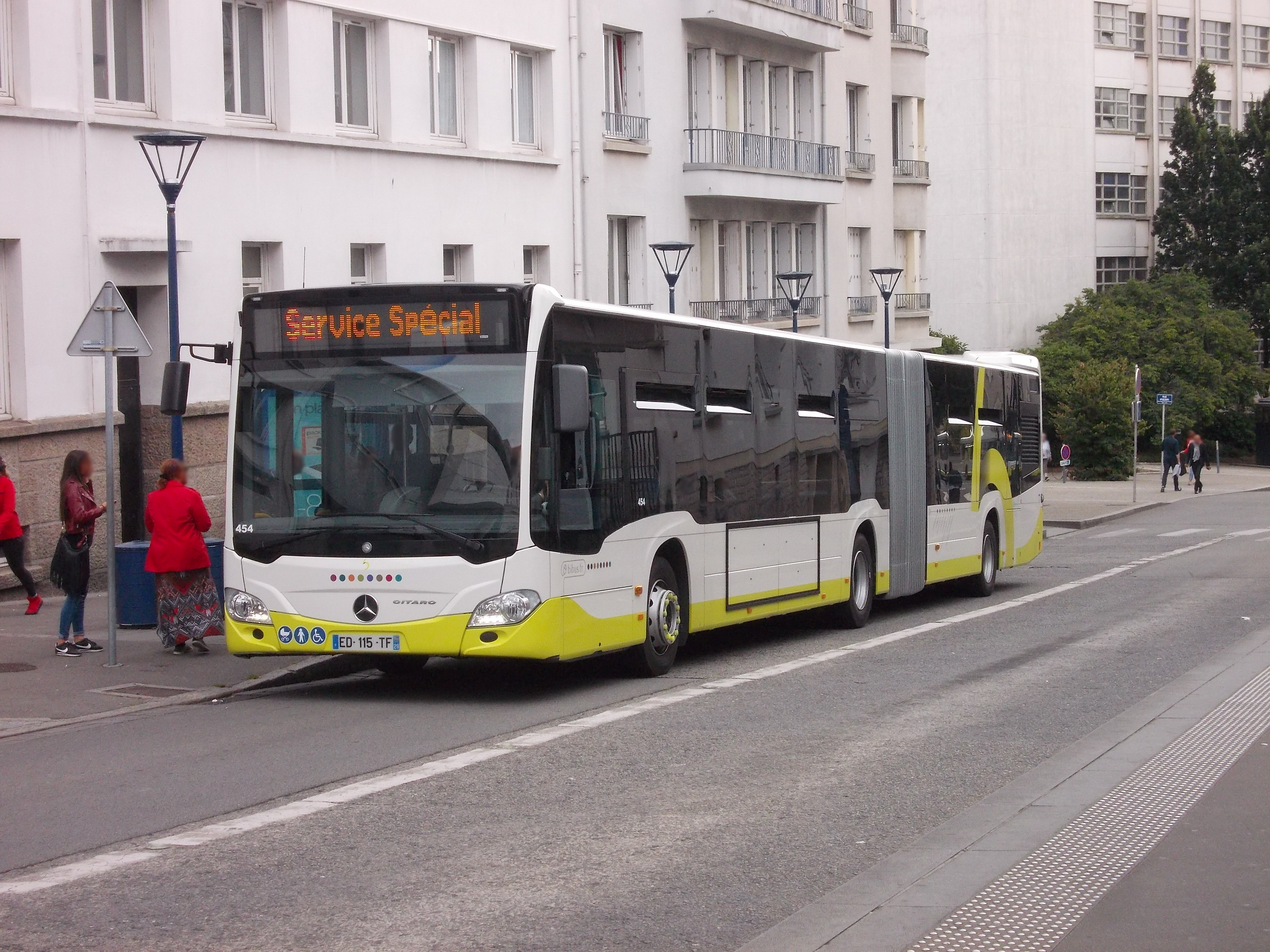
Un Mercedes-Benz Citaro du réseau.

Un réseau de bus constitué de 32 lignes régulières et 28 lignes scolaires dessert les huit communes de Brest Métropole :
- six lignes desservant Brest intra-muros ;
- dix lignes desservant les communes de Brest Métropole ;
- sept lignes spécifiques (navette aéroport, navettes base navale, serres de Plougastel, zones d'activités, navette estivale) ;
- une ligne nocturne ;
- 28 lignes scolaires ;
- sept lignes de transport à la demande.

### Autres types de mobilités
Accemo
Accemo, destiné aux personnes à mobilité réduite, est exploité par RD Brest comme le reste du réseau. Le service a pris son nom actuel le 15 mars 2010, qui possède deux significations : « Accessibilité mobilité » ou « Accessibilité métropole océane ».
La fréquentation du service est en hausse de 30 % à partir de 2008, au point que le service sature complètement en 2011, malgré ses six minibus (contre deux en 2010). Un septième véhicule rejoint le parc de 2012.
En 2015, le service compte 300 abonnés et 15 salariés dont cinq remplaçants permettent d'assurer le fonctionnement du service. L'offre proposée par Accemo va être multipliée par deux en septembre 2020.
Vélocibus
Depuis 2010, un service de location de vélos longue durée est proposé aux abonnées Bibus, bien qu'il soit apparu dès 2003 sous forme d'un service estival dont le point de retrait était un autobus Setra S 215 SL aménagé pour l'occasion. Comptant 200 vélos en 2012, ils sont depuis la mise en service du tram louables à l'agence Bibus au lieu du magasin Decathlon partenaire de l'opération, et s'ouvrent aux non-abonnés.
En 2013, 50 vélos à assistance électrique (VAE) s'ajoutent au parc, puis 50 autres en 2015, s'ajoutant à la centaine de vélos classiques alors en circulation,.
La durée de location varie de 3, 6 ou 12 mois. Pour les vélos classiques, le tarif est fortement réduit pour les abonnés Bibus, ces derniers sont les seuls à être autorisés à louer des VAE.
Le nombre de vélos devrait sensiblement augmenter d'ici 2022[Passage à actualiser] avec l'objectif de voir le parc monter jusqu'à 1 200 vélos en location et la fin de l'obligation d'être abonné au réseau Bibus pour y accéder.

### Intermodalité
Parc relais
Les quatre parc relais gardiennés, gratuits pour les abonnés, permettent de stationner son véhicule dans un parking aménagé puis d'emprunter le réseau Bibus. Situés le long de la ligne A du tramway ils offrent en cumulé près de 700 places.
Ces quatre parcs sont :
- Fort Montbarey (174 places) ;
- Place de Strasbourg (233 places) ;
- Porte de Gouesnou (195 places) ;
- Porte de Guipavas (80 places).

En outre, cinq parkings vélos sécurisés sont proposés en complément de ces quatre parcs, plus un cinquième à Porte de Plouzané.
De ces quatre parc relais s'ajoute un cinquième dans le quartier de Saint-Pierre reliée à la ligne de bus 2b traversant les quartiers de Rive Droite. Ce parking d'une dizaine de places situé rue Emile Rousse date du réseau avant la première ligne de tramway et n'est pas aménagé comme les autres parc relais. Un autre parc relai de ce genre existait à Bellevue près de la ligne 1 de bus sur l'avenue de Tarente est supprimé en 2024 dans le cadre des aménagements de la ligne B de tramway, où un autre parc relai sera aménagé à proximité.

### Arrêts
Accessibilité
Le réseau s'est doté de sa première ligne de bus accessible en 2003, elle en comptait deux en 2006. L'ensemble des lignes sont déclarées accessibles le 1er septembre 2015, le tramway et le téléphérique le sont dès leur ouverture avec, toutefois, les stations de tram Mac Orlan et Menez Paul qui ne sont pas officiellement accessibles en raison d'une trop forte déclivité.
266 des 401 arrêts de bus du réseau sont accessibles soit 61 %  des arrêts. 30 arrêts seront réaménagés chaque année entre 2016 et 2018 puis 65 autres sont à l'étude par la suite. 20 arrêts ont été identifiés par la métropole comme étant techniquement impossibles à mettre aux normes.
70 % des arrêts de la commune de Brest sont accessibles, avec des disparités selon les quartiers : si le centre bénéficie d'un taux de 91 % grâce à l'arrivée du tram, il chute à 58 % au quartier Europe. Dans les autres communes il est de 61 % en moyenne, la commune comptant le plus d'arrêts accessibles est Gouesnou (68 %), celle en comptant le moins est Guilers (45 %).
Des véhicules non accessibles aux personnes en fauteuil circulent toujours sur le réseau, dont la plupart sont affectés aux services à vocation scolaire. Cependant, ils peuvent également rouler sur des lignes régulières, malgré leur dite accessibilité. Cela se produit généralement lors d'une panne ou de l'entretien d'un véhicule accessible.

### Identité visuelle

#### Logos

Avant 2004.
Logo de 2004 à 2007.
Logo de 2007 à 2012.
Logo depuis 2012.

## Les projets

### Ligne B - Tramway
La ligne B du tramway de Brest reliera la gare de Brest au quartier de Bellevue et au CHU de la Cavale Blanche, elle devrait voir le jour en 2026.

### Ligne D - BHNS
Une ligne de bus à haut niveau de service, nommée Ligne D, devrait voir le jour en 2026 en même temps que la ligne B du tramway), il reliera le quartier de Lambézellec à la gare de Brest.

## Les exploitants

### Le délégataire
La SASU RD Brest exploite le réseau Bibus par délégation de service public depuis le 1er juillet 2019 et ce jusqu'au 30 juin 2027. Certaines lignes et/ou services sont sous-traitées à d'autres exploitants.
Les missions de Brest Métropole portent sur :
- la définition de la politique générale des déplacements sur le périmètre de transport urbain ;
- la définition des services (création, modification ou suppression de lignes, changements d'itinéraires, de services ou d'horaires) ;
- la définition de la politique tarifaire, sur proposition de la SASU ;
- la mise en œuvre d'un contrôle de l'exploitant afin de s'assurer qu'il respecte ses obligations ;
- la réalisation des investissements.

Les missions de la SASU RD Brest, portent sur :
- la mise en œuvre de la politique définie par Brest Métropole ;
- la gestion des relations institutionnelles et celles avec les usagers et la mise en œuvre des actions d'information auprès de ces derniers ;
- la fourniture des moyens (humains et matériels nécessaires) à l'exploitation du réseau, incluant Accemo, autres que ceux fournis par l'agglomération ;
- l'entretien et maintenance des véhicules, des biens mis à disposition et du mobilier urbain ;
- le contrôle et gestion des relations avec les sous-traitants ;
- les propositions d'adaptations et études relatives au réseau ;
- la mise en place et gestion des outils et services de mobilités (aux entreprises ou sociale) ;
- l'identification des besoins en termes d'investissements : élaboration de cahiers des charges, suivi des déploiements... ;
- la réalisation des études nécessaires à l'organisation des déplacements.

### Les sous-traitants
- Compagnie Armoricaine de Transport - CAT 29 (filiale du groupe Transdev) ;
- Le Bris Voyages ;
- Bihan Voyages ;
- Transports Labat.

## Exploitation

### Matériel roulant
En plus des 20 rames Alstom Citadis 302 du tramway et les deux cabines du téléphérique, le réseau compte 155 autobus, dont 42 appartenant aux sous-traitants.
Le parc d'autobus est actuellement uniquement composé d'autobus fonctionnant au gazole, mais à partir de 2020 tous les bus achetés par Brest Métropole fonctionneront à l'électricité ; par ce fait, les derniers bus diesel ont été livrés dans le second trimestre 2019. Des bornes de recharge rapide ont été installés aux terminus de la ligne 3 et seront mis en service le 4 janvier 2021.
En moyenne, le parc est relativement âgé, et compte 17 véhicules approchant le million de kilomètres au compteur tandis que l'entretien est, selon les syndicats, négligé et il n'existe pas de réserve. Diverse solutions ont été évoquées après la destruction par incendie du MAN Lion's City no 218 le 8 octobre 2021 à la suite d'un défaut de maintenance : RD Brest envisage de faire venir une vingtaine de bus d'occasion venant de la RATP, tandis que les syndicats demandent que l'exploitant récupère la vingtaine de bus prêtés aux sous-traitants, ce qui obligerait ces derniers à se procurer d'autres véhicules.
Les numéros de parc s'organisent comme suit :
- 1 à 499 : véhicules de RD Brest, propriétés de Brest Métropole :
  - 1 à 99 : minibus ;
  - 100 à 149 : autobus standard ;
  - 150 à 199 : autobus articulés ;
  - 200 à 399 : autobus standard ;
  - 400 à 499 : autobus articulés.
- 500 à 799 : véhicules des sous-traitants, en plus de la numérotation propre à chaque compagnie :
  - 500 à 599 : autobus appartenant à Bihan Voyages ;
  - 600 à 619 : autobus appartenant à Le Bris Voyages ;
  - 620 à 699 : autobus appartenant à la CAT 29 Transdev ;
  - 700 à 799 : autobus appartenant à Transports Labat ;
- 1000 à 1099 : tramway de RD Brest, propriétés de Brest Métropole.

À signaler que les cars faisant du transport scolaire n'ont pas de numéro de parc Bibus, uniquement ceux propres à leur exploitants.
Les anciens véhicules

### Dépôts
Les véhicules du réseau sont remisés dans plusieurs dépôts de bus et tram, deux pour le délégataire et un pour chaque sous-traitant :
- le dépôt principal de la RD Brest situé 7 rue Ferdinand de Lesseps, dans la zone de Kervézenneg à Brest (48° 25′ 20″ N, 4° 27′ 27″ O) ;
- le dépôt secondaire de la RD Brest situé 1 avenue 1re DFL, dans la zone de Kestéria à Brest (48° 22′ 36″ N, 4° 33′ 11″ O). Il est desservi par les lignes A, 2, 10 et 21 à l'arrêt « Porte de Plouzané » ;
- le dépôt de Bihan Voyages ;
- le dépôt de Le Bris Voyages situé 73 rue de Brest à Guipavas (48° 25′ 54″ N, 4° 24′ 19″ O). Il est desservi par la ligne 16 à l'arrêt « Le Coat » ;
- le dépôt de la CAT 29 Transdev situé 225 rue de Kerervern, dans la zone de Kerervern à Guipavas (48° 25′ 35″ N, 4° 26′ 17″ O) ;
- le dépôt de Transports Labat situé 3 boulevard Charles de Gaulle, dans la zone de Kerjean à Le Relecq-Kerhuon (48° 23′ 58″ N, 4° 24′ 32″ O). Il est desservi par les lignes 17, 23 et 25 à l'arrêt « Schuman ».

Les dépôts ont également pour mission d'assurer l'entretien préventif et curatif du matériel. L'entretien curatif ou correctif a lieu quand une panne ou un dysfonctionnement est signalé par un conducteur. Le dépôt sont équipés d'un remisage non-couvert, d'un atelier, d'une station de lavage et de pompes à gazole.

### Accidents
Outre les incidents constatés sur le tramway, les accidents d'autobus sont toujours demeurés particulièrement rares, leur aspect souvent spectaculaire en faisant un sujet de choix pour la presse.
Parmi les accidents graves, on peut citer un piéton écrasé de nuit par un bus articulé de la ligne 1 en septembre 2016, le piéton a chuté et est passé sous le dernier essieu du véhicule, le tuant sur le coup.
Plusieurs bus ont également eu un incendie, par exemple nous pouvons citer deux Mercedes O405GN, le moteur du bus n°484 s'est enflammé le 11 janvier 2014 à 16h20 détruisant l'arrière du véhicule lorsqu’il effectuait un service sur la ligne 11 du réseau mis en place en 2012. Quelques mois après, le 16 décembre 2014, ce fut le véhicule n°485 qui prit feu par l'arrière lors d'un service,.
Le 8 octobre 2021, le Man Lion's City n°218 a pris feu vers 7h30, certainement à cause d'un problème au niveau du moteur. À la suite d'incendies de plusieurs bus depuis 10 ans, les conducteurs décidèrent de se mobiliser pour dénoncer la vétusté des véhicules.

### Sécurité
Des agressions et actes de délinquance se produisent, essentiellement en soirée, par des personnes alcoolisées dans une majorité des cas et ce malgré la présence de système de vidéosurveillance à bord des véhicules. Elle est en hausse depuis 2012, les syndicats réclament en 2014 un renfort des effectifs des forces de l'ordre afin de lutter contre. Les autobus brestois sont équipés de vidéosurveillance depuis 2002, la délinquance avait alors baissé de façon significative.
Certaines agressions visent spécifiquement le personnel Bibus, comme cela s'est produit en juin 2016 où un conducteur de bus a été menacé à l'arme blanche.

### Personnel d'exploitation
Le délégataire emploie 490 salariés dont 345 conducteurs, 124 habilités à conduire des tramways, auxquels il faut ajouter le personnel de chaque sous-traitant.

### Information aux voyageurs
L'information aux voyageurs passe par les écrans installées à bord des bus et tramways et des bornes d'information présentes aux stations et de tramway et aux principaux arrêts de bus. Le système d'aide à l'exploitation et à l'information voyageurs (SAEIV) permet d’indiquer en temps réel le passage du prochain bus, les perturbations, les correspondances ou ajuster les départs entre bus et tramway. Les SAEIV sont toutes équipés de haut parleurs pour les mal-voyants, qu'on active grâce à une télécommande spéciale.
Bibus informe via les réseaux sociaux, à travers ses comptes Facebook et Twitter, ainsi que par une application smartphone (Android et iOS) lancée en 2015.

### Tarification et financement

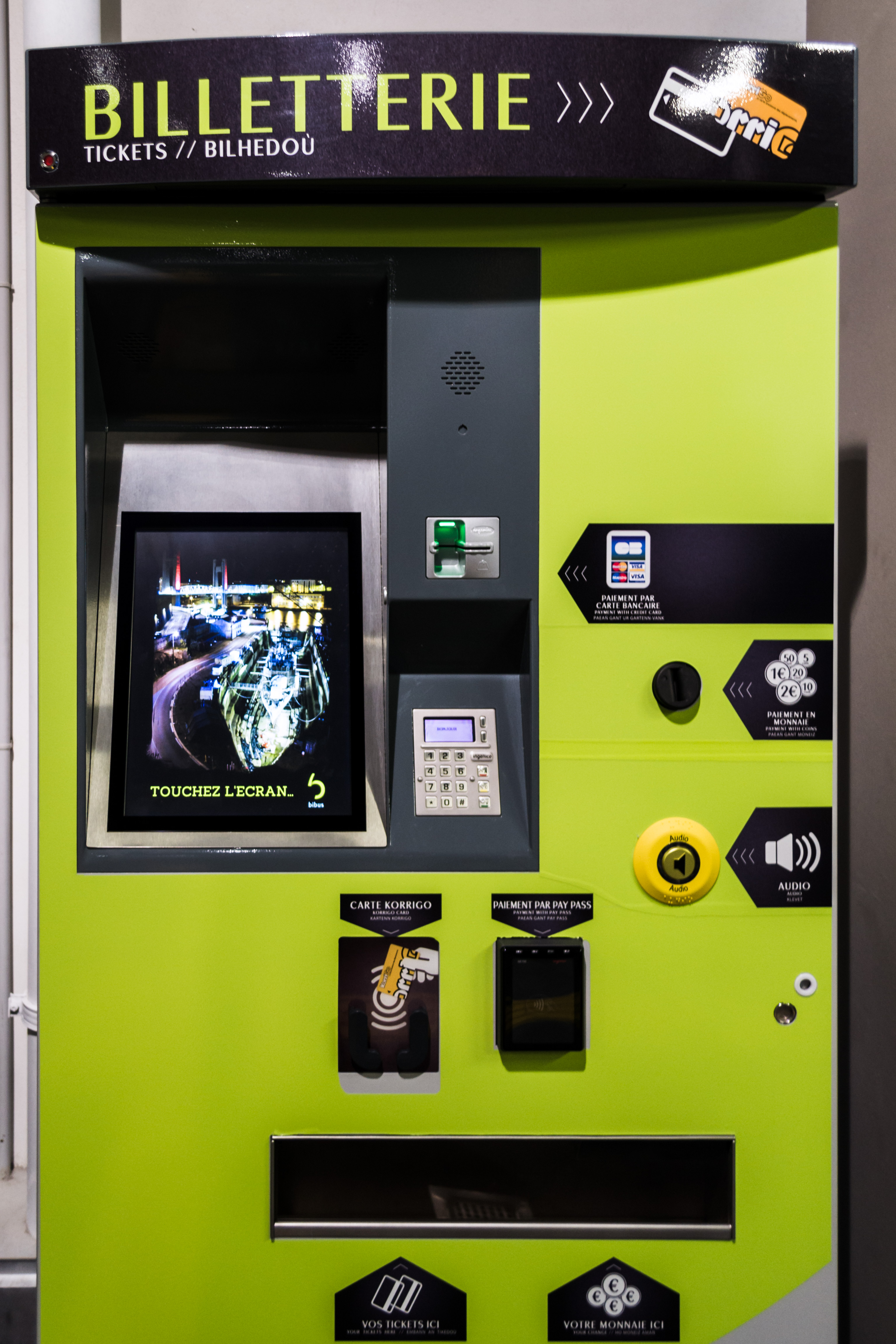
Distributeur automatique de titres de transport.

#### Tarification

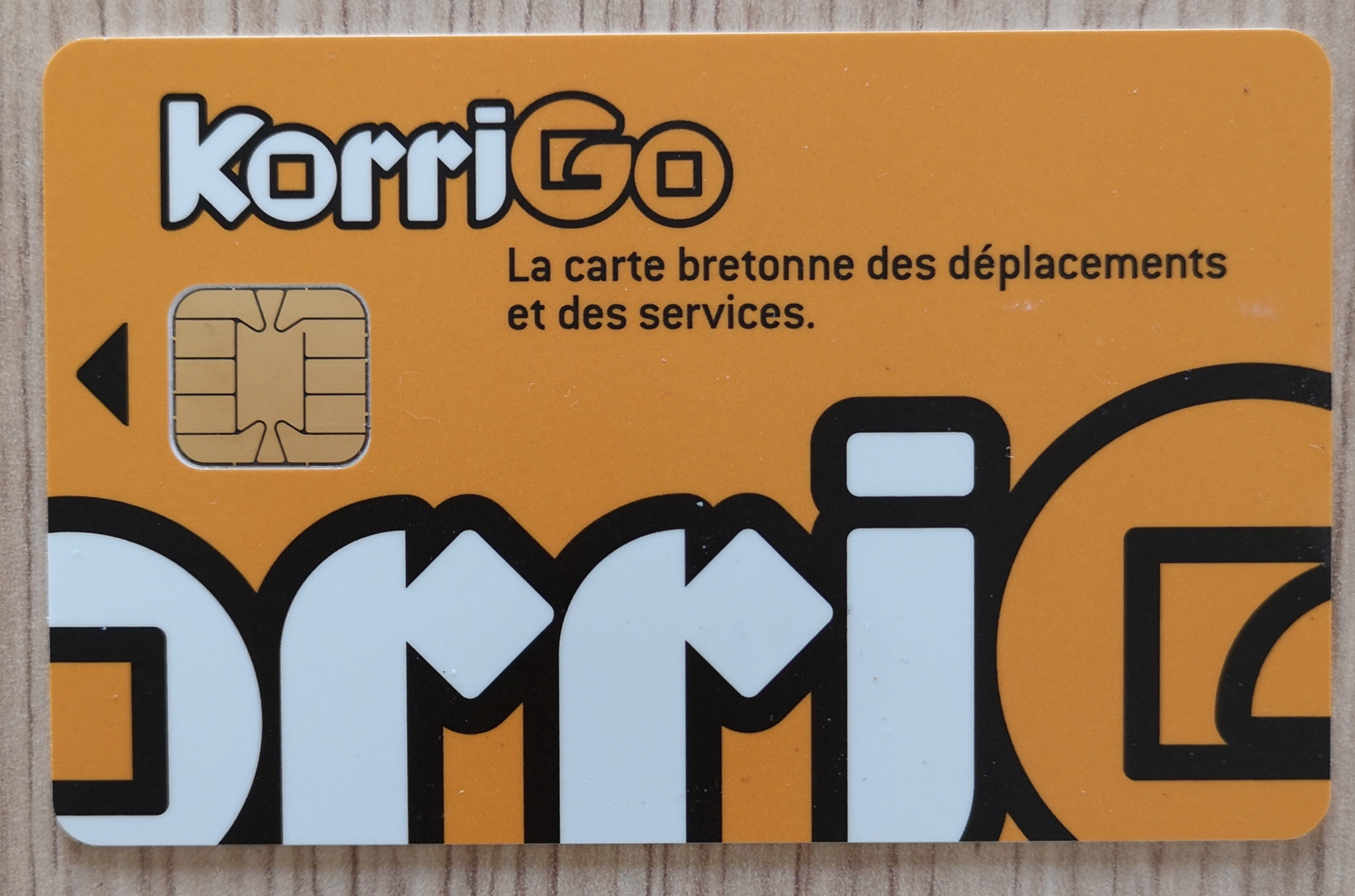
Carte KorriGo.

La tarification du réseau s'effectue sans distinction de zones et est unique quel que soit le mode de transport. Elle repose sur un système modernisé à l'occasion de la mise en service du tramway en 2012 reposant sur la carte KorriGo, des tickets pour les titres occasionnels et un système complet intégrant les valideurs et les terminaux de contrôle fournis par la société Vix Technology dans le cadre d'un marché commun avec les agglomérations de Lorient et Quimper afin de réduire les coûts. Ce nouveau système remplace l'ancien système d'abonnements à coupons et tickets papiers devenu obsolète et d'obtenir des informations précises sur le nombre de validations sur telle ou telle ligne afin d'ajuster au mieux le réseau.
Un ticket unitaire coûte 1,60 €, 12,50 € pour dix unités ; un titre valable un jour coûte 4 €, un titre valable trois jours coûte 9 € et un titre valable sept jours coûte 14,20 €. Des formules d'abonnements mensuelles et annuelles existent, avec des tarifs réduits pour les moins de 26 ans et les personnes aux revenus modestes ; des titres destinés aux personnes voyageant en groupe ou à titre professionnel sont aussi proposés.
Depuis fin 2018, il est possible d'acheter les titres de transport aussi bien en euros qu'en héols, la monnaie locale du pays de Brest. Le nouveau délégataire RATP Dev a déployé en 2020 le paiement sans contact à bord des bus et tramways via son système d'application Mobility as a service qui regroupe de façon centralisée l'ensemble des informations nécessaires aux usagers.

#### Financement
En 2016, le financement du fonctionnement du réseau (entretien, matériel et charges de personnel) est assuré par l'exploitant RD Brest. Cependant, les tarifs des billets et abonnements dont le montant est limité par décision politique ne couvrent pas les frais réels de transport. Le manque à gagner est compensé par l'autorité organisatrice, Brest Métropole. Elle définit les conditions générales d'exploitation ainsi que la durée et la fréquence des services. L'équilibre financier du fonctionnement est assuré par une dotation globale annuelle à RD Brest, notamment grâce au versement transport payé par les entreprises de plus de neuf salariés et aux contributions des collectivités publiques (dont le taux est fixé à 1,8 % depuis le 1er septembre 2009).

### Controverses du réseau
Le 26 août 2016 un passionné de bus en compagnie d'un ami, photographie un bus du réseau. Le conducteur, n'appréciant pas que son bus soit photographié, demande au photographe pourquoi il a pris le cliché. Croyant à une provocation, il lui demande d'abord de supprimer le cliché puis gifle le passionné et lui casse ses lunettes. Une plainte a été déposée à la gendarmerie et le procureur de la République de Brest a rappelé qu'il n'est pas illégal de prendre de tels clichés, un bus étant un lieu public.
Du 14 décembre 2016 et jusqu'au 1er avril 2017 le réseau Bibus est touché par une grève, les conducteurs se plaignant de ne pas avoir les mêmes salaires que les opérateurs du téléphérique,.